# Livro de Lisuarte de Abreu
O Livro de Lisuarte de Abreu é um conjunto de manuscritos que inclui ilustrações das armadas da Índia, desde Vasco da Gama, em 1497 até a do capitão-mor D. Jorge de Sousa, no ano de 1563. Esse códice pertence atualmente à Biblioteca e Museu Morgan em Nova Iorque. 
O códice é assim designado porque a folha de número quinze contém uma anotação que pode ser posterior ao códice:

"Este livro hé de Lisuarte dAbreu que ho mandou fazer." Embarcou para a Índia na nau Rainha, comandada por Fernão de Sousa Chichorro e que fazia parte da armada de D. Constantino de Bragança, em 1558.
Quando D. Constantino fez uma pausa de dezoito dias em Moçambique, lançou mão de uma caravela que viera de Sofala com o capitão da fortaleza, Bastião de Sá, e entregou o comando desse navio a Pêro da Silva; este podia escolher os homens da armada que lhe aprouvesse, e devia adiantar-se com eles naquela caravela para diligenciar e obter notícias dos Turcos; Lisuarte de Abreu foi um dos escolhidos para essa importante missão."

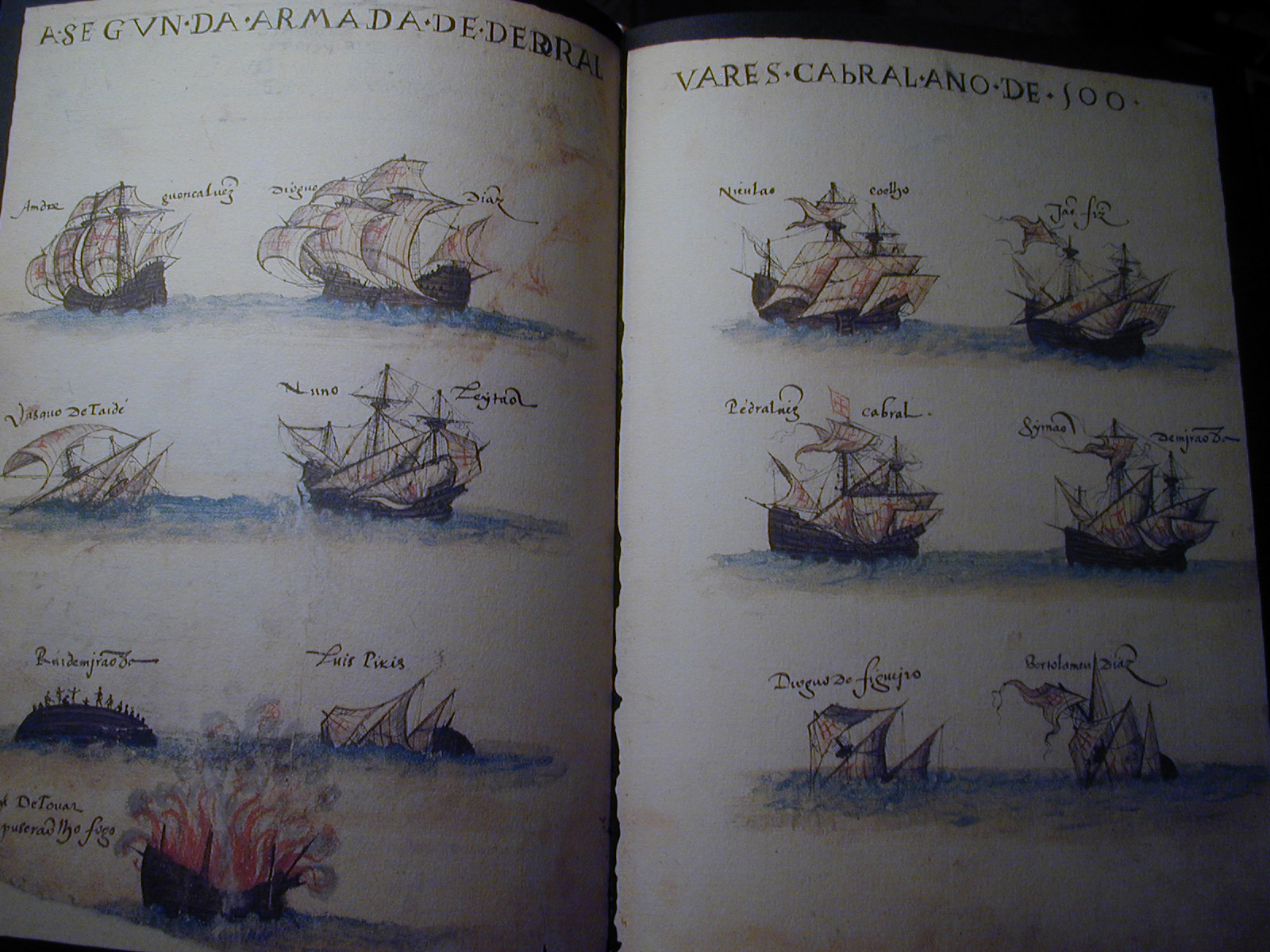
Armada de Pedro Alvares Cabral 1500 in Livro de Lisuarte de Abreu

## Estrutura
O códice é dividido em três partes :
1. Conjunto de textos copiados por ordem de Lisuarte de Abre
2. Lista de governadores e Vice-reis da Índia e retratos
3. Representação das armadas

### Primeira parte: conjunto de textos copiados por ordem de Lisuarte de Abreu
1° Diário da viagem da nau Rainha, de Lisboa para Goa. D. Constantino de Bragança seu capitão-mor ia provido do cargo de Vice-Rei, e seguia na nau Graça.
Este diário de navegação é escrito pelo piloto da nau.
2° A partir da fl. 16 inicia-se outra descrição da mesma viagem mas em estilo de "relação". Aqui são nomeados as observações da tripulação durante o percurso, como por exemplo, a vida animal, e acontecimentos da viagem, entre eles a queda de tripulantes ao mar assim como o seu resgate.
3° Carta dirigida ao Vice-Rei D. Garcia de Noronha por Nuno da Cunha, governador cessante da Índia.
4° Resposta de D. Garcia.

### Segunda parte: Lista de governadores e Vice-reis da Índia e retratos
1° Lista, começando com D. Francisco de Almeida e acabando com D. Constantino de Bragança (1558). Seguida por uma apostila de outra mão referenda o vice-rei imediato a D. Constantino, o Conde de Redondo (D. Francisco Coutinho) e seu sucessor João de Mendonça Furtado.
2° Retratos a pena desses mesmos governadores e Vice-Reis da Índia, citados na primeira lista.

### Terceira parte: Representação das armadas
Essas armadas são constituídas de todos os seus navios, acompanhados quase sempre dos nomes de seus capitães. Essa representação foi organizada por ordem do governador Jorge Cabral, em 1550. Mas o ilustrador continuou a tarefa de que foi incumbido até à armada de 1563, incluindo ainda desenhos de batalhas navais que tiveram lugar com galés turcas.
Os desenhos foram feitos no oriente e talvez em Cochim

## História do códice
Em 1821, o manuscrito fica em poder de Sebastião Francisco Mendo Trigoso que depois passa-o para Francisco Xavier Bertrand e, em 1895, para o infante D. Afonso, irmão do rei D. Carlos I, a quem teria sido oferecido na Índia. Catalogado na biblioteca da Ajuda em 1908, desapareceu em 1911.
Dezenove folhas do códice aparecem depois em Madrid e são adquiridas pelo Conde de Arrochela (1912 ou 1914). Outra parte (92 folhas) foi adquirida pelo senhor J. P. Morgan em 1912 em Paris, a uma representante da firma Ludwig Rosenthal, de Munique.
Entretanto, a Pierpont Morgan Library compra, em 1963, as 19 folhas que tinham sido do Conde Arrochela. Uma terceira parte, a que continha a cópia do Livro de Duarte Barbosa, tem destino ignorado.